# Jason Gray-Stanford
Jason Gray-Stanford (Vancouver, 19 de maio, 1970) é um ator de filmes e séries de televisão canadense.
É mais conhecido pelo personagem tenente Randy Disher, na série de TV Monk, assim como pela dublagem americana do personagem Raditz de Dragon Ball Z. 

## Filmografia
- Maison Ikkoku (1986) Série de TV ... Yusaku Godai (voice: versão inglesa) (primeiro vocal)
- Yoroiden Samurai Troopers (1988) séries de TV ... Gash/Kento
- Green Legend Ran (1992) (V) (voz) ... Ran
- Fatal Fury: Legend of the Hungry Wolf (1992) (V) (voZ) ... Joe Higashi
- Ranma ½ (1993) ... Shinnosuke
- Ningyo no kizu (1993) ... Yuta
- Fatal Fury 2: A Nova Batalha (1993) (V) (voz: versão em inglês) ... Joe Higashi
- Fatal Fury: o Filme (1994) (voz) ... Joe Higashi
- Jogos de Poder (1994) ... Balconista da locadora
- Onikirimaru (1995) ... Ogro Slayer
- The Surrogate (1995) (TV) ... Curtis
- Key: The Metal Idol (1996) (V) (voz) ... Tsukiyama
- Hostile Force (1996) (TV) ... Arne
- Please Save My Earth (1996) (voz) ... Haruhiko Kazama/Shukaido
- Dragon Ball Z (1989) Série de TV (voz) ... Raditz (I) / Cui (1996-1998)
- Múmias Vivas (1997)
- The Escape (1997) (TV) ... Vigia Jovem
- Contagious (1997) (TV)
- Doomsday Rock (1997) (TV) ... Sgt. Thompson
- Extreme Dinosaurs (1997) TV Series ... Bullzeye
- Tartarugas Ninja: A Próxima Mutação (1997) Séries de TV (voz) ... Donatello
- Pocket Dragon Adventures (1998) Série de TV (voz) ... Zoom-Zoom
- Múmias Vivas! A Lenda Começa (1998) (voz) ... Vozes adicionais
- O Poderoso Kong (1998) (voz) ... Ricky
- Sherlock Holmes no Século XXII (1999) Série de TV (voz) ... Sherlock Holmes
- Mystery, Alaska (1999) ... Bobby Michan
- Last Wedding (2001) ... Matthew
- Uma Mente Brilhante (2001) ... Ainsley
- Monk (2002) Série de TV ... Tenente Randy Disher
- Taken (2002) Minisérie de TV ... Tenente/Capitão Howard Bowen
- Os Fugitivos (2006) (pós-produção) ... Chetnick
- As Bandeiras dos Nossos Pais (2006) (pós-produção) ... Tenente Harold Schrier
- Referências

1. ↑  AdoroCinema. «Jason Gray-Stanford». AdoroCinema. Consultado em 13 de julho de 2018